# Percy Barnevik
Percy Nils Barnevik, född 13 februari 1941 i Simrishamn, död 18 juli 2025 i Västerleds distrikt i Stockholm, var en svensk företagsledare. Han var bland annat ledare för industrikoncernen ABB och ledde fram till sin död välgörenhetsstiftelsen Hand in Hand.

## Biografi
Barneviks föräldrar Einar och Anna Barnevik kom från Ystad. Fadern var typograf och tog efternamnet från Brantevik i Skåne. Familjen flyttade till Uddevalla 1943, där Barnevik växte upp och gjorde värnplikten vid Bohusläns regemente. Han tog civilekonomexamen vid Göteborgs universitet (Handelshögskolan) 1964 och studerade 1965–1966 vid Stanford University.
Barnevik inledde sin karriär i näringslivet inom Johnsonkoncernen som ansvarig för Datema Direct Data (DDD), därefter inom Sandvik AB 1969–1980, varav perioden 1979–1980 som vice verkställande direktör. Han kom därefter till Asea som VD 1980–1987, var VD i ABB Asea Brown Boveri Ltd. 1988–1996, ordförande för Sandvik och Skanska, styrelseledamot i General Motors, Astra Zeneca m.m. Han var styrelseordförande för Wallenberggruppens Investor 1997–2002, då han tvingades avgå på grund av pensionsaffären i ABB. Han var även under många år engagerad i Bilderberggruppen.
Senare var Barnevik engagerad i välgörenhetsorganisationen Hand in Hand, där han investerade omkring 100 miljoner kronor. Hand in Hand hjälper hundratusentals kastlösa kvinnor i Indien samt i Sydafrika och Afghanistan att starta egna verksamheter. I slutet av 2007 hade 272 000 kvinnor organiserats och tränats och startat 106 000 småföretag. Hand in Hand driver också 44 skolor för uppsamling av barn som tidigare varit i barnarbete, hälsoprogram, medborgarcentrum för spridning av demokratiska rättigheter till fattiga samt miljöprojekt avseende vatten och avfall. Barnevik fick priset ”Årets förändrare” av tidskriften Neo i januari 2008, med anledning av ”sitt ledarskap och engagemang i utvecklingsorganisationen Hand in Hand”.
Barnevik hade ett stort personligt nätverk, där bland andra Donald Rumsfeld, Peter Sutherland, Mike Mills, Henry Kissinger och Thabo Mbeki ingick. Han arbetade som rådgivare åt sydafrikanska regeringen i investeringsfrågor, Wharton School of Business Administration och Humboldt-Universität i Berlin.[källa behövs] Han var medlem av International Advisory Council of the Federation of Korean Industries.
Barnevik var hedersmedlem i The Royal Academy of Engineering, American Academy of Arts and Sciences samt innehar sju hedersdoktorat i Sverige, Finland och USA. Han var ledamot av Kungliga Ingenjörsvetenskapsakademien sedan 1982.
År 1989 utsågs Percy Barnevik till hedersdoktor vid Linköpings universitet och 1991 erhöll han samma utmärkelse vid Göteborgs universitet. År 1997 tilldelades han Ingenjörsvetenskapsakademiens stora guldmedalj ”för hans enastående industriella ledarskap som varit grundläggande för uppbyggnaden av Aseas tekniska, finansiella och marknadsorganisatoriska styrka under 1980-talet, som har präglat den ovanligt framgångsrika fusionsprocessen mellan Asea och Brown Boveri och som har varit av avgörande betydelse för ABB:s utveckling under 1990-talet till ledande i världen i den elektrotekniska industribranschen”.
Percy Barnevik har skrivit självbiografin Jag vill förändra världen (2011).

### Pensionsaffären 2002
Percy Barnevik hade från sin tid på ABB ett pensionsavtal, som 2002 kom att röna stor uppmärksamhet i svenska medier, dels för sin storlek, dels för att ABB:s dåvarande ledning ifrågasatte avtalet.
Under de åtta åren som VD för Asea följt av nio år som VD för ABB ökade företagets aktiekurs 87 gånger, motsvarande en årlig genomsnittlig ökning om 30 procent under de 17 åren. Redovisad nettovinst ökade 60 gånger och försäljningen 30 gånger. Redovisningen i ABB var dock vilseledande enligt bland andra Peter Wallenberg och företaget var egentligen på randen till obestånd. Wallenberg har angett att han uppfattade att Barneviks pensionsavtal skulle upprättas efter etablerade schweiziska regler och Barnevik fick förtroendet att ordna detta. I stället erhöll Barnevik en engångsersättning om 148 miljoner SFr när han pensionerades som VD 1996. År 2002, under dåvarande styrelseordföranden Jürgen Dormann, upplevde ABB större problem, vilket även sammanföll med att bolaget reste krav mot Barnevik.
Under samma år framkom[källa behövs] att köpet av det amerikanska Combustion Engineering var en katastrof i och med att det riktades asbestanklagelser mot bolaget. Barnevik hade varit drivande i detta köp drygt tio år tidigare, trots att det redan då gick rykten om problemen. 2002 vinstvarnade ABB på grund av problemen och aktien störtdök och förlorade omedelbart 60 procent av sitt marknadsvärde.
I mars 2002 publicerades en förlikning, då Barnevik accepterade att återbetala 548 miljoner svenska kronor (och behålla 353 miljoner svenska kronor), samtidigt som förlikningen inte innebar något medgivande om brott eller legal skyldighet att genomföra återbetalningen. Även Barneviks efterträdare Göran Lindahl gjorde samtidigt en motsvarande förlikning.

### Välgörenhet och donationer
Percy Barnevik engagerade sig i stor utsträckning i uppbyggnaden och inriktningen av organisationen Hand in Hand liksom finansieringen, vilket han beskrivit i sin självbiografi Jag vill förändra världen (2011). Barnevik gjorde en stor donation till Idrottsklubben Oddevold för att färdigställa anläggningen Thordéngården. 1998 donerade han nio miljoner till byggandet av den nya konsthallen vid Bohusläns museum. Bohusläns Försvarsmuseum i Regementsparken fick samtidigt en miljon kronor. Barnevik var sedan 2006 ständig medlem i föreningen Sveriges Tennismuseum efter en donation av engångssumman 20 000 kronor.

### Familj
Barnevik gifte sig 1963 med adjunkten Aina Orvarsson (född 1940), dotter till byggmästaren Orvar och Astrid Olsson. Paret fick tillsammans två söner och en dotter.
Under den sista tiden i livet var Percy Barnevik skriven hos sin ena son.
Barnevik avled den 18 juli 2025 i sviterna av en stroke.